# NGC 3840
NGC 3840 في الفهرس العام الجديد، هي مجرة، تقع في كوكبة الأسد. اكتشفت في 8 مايو 1864 بواسطة هاينريش لويس دريست.

## روابط خارجية
- NGC 3840 على موقع ويكي سكاي: DSS2, SDSS, GALEX, IRAS, Hydrogen α, X-Ray, Astrophoto, Sky Map, Articles and images